# بغض النظر (مسلسل)
بغض النظر (بالكورية: 누가 뭐래도) هو مسلسل تلفزيوني كوري جنوبي من بطولة نا هاي مي، تشوي وونغ، جونغ مين آه وكيم جونغ- هيون. عرض المسلسل على قناة كي بي إس 1 من 12 أكتوبر 2020 حتى 26 مارس 2021.